# ستيفن إل. هيرمان
ستيفن إل. هيرمان (بالإنجليزية: Steven L. Herman)‏ هو صحفي أمريكي، ولد في 1959 في أوهايو في الولايات المتحدة.